# Alice Bier Zandén
Alice Bier Zandén, född den 26 september 1995, är en svensk-dansk skådespelare. Hon är dotter till regissören Susanne Bier och skådespelaren Philip Zandén.
Bier Zandén har bland annat medverkat i filmen Ehrengard: Förförelsens konst där hon spelade titelkaraktären. I TV-serien Generationer spelade hon Anne-Sofie, en av seriens huvudroller.

## Filmografi (i urval)
- 2023 – Ehrengard: Förförelsens konst
- 2025 – Generationer (TV-serie)